# Каенсар (Кукморский район)
Каенса́р (тат. Каенсар) — село в Кукморском районе Республики Татарстан, в составе Каенсарского сельского поселения.

## Этимология
Топоним произошёл от фитонима татарского присхождения «каен» (береза) и гидрографического термина финно-угорского происхождения «сар» (болото).

## География
Село находится в верховье реки Боец, в 17 км к западу от районного центра, города Кукмора. Вдоль села проходит железная дорога Казанского региона Горьковской железной дороги со станцией Коинсар.

## История
Первоисточники упоминают о селе Каенсар (было известно также под названием Семён Головино) с 1619 года.
В сословном плане, в XVIII веке и вплоть до 1860-х годов жителей села причисляли к государственным крестьянам. Их основными занятиями в то время были земледелие, скотоводство, валяльный промысел.
По сведениям из первоисточников, в 1859 году в селе действовала мечеть, в начале XX столетия — мечеть (построена в 1898—1906 гг., в 1998 г. разобрана), мектеб, 2 мелочные лавки. В этот период земельный надел сельской общины составлял 1199,9 десятин.
В 1914 году возле села были проложены железнодорожные пути и построена станция. В 1954 году проложили второй путь железной дороги.
В 1920-х годах в селе у реки Боец из бутового камня были построены десятки кузниц, где ковались железные изделия и затем продавались на рынке.
До 1920 года село входило в Старо-Юмьинскую волость Мамадышского уезда Казанской губернии. С 1920 года в составе Мамадышского кантона ТАССР. С 10 августа 1930 года в Кукморском, с 1 февраля 1963 года в Сабинском, с 12 января 1965 года в Кукморском районах.
С 1930 года в селе действовали  коллективные сельскохозяйственные   предприятия, в 1996 году образовано товарищество на вере «Каенсар», с 2002 года в составе сельскохозяйственного производственного кооператива «Урал».
В 1966—1988 годах в селе работал ветеринарный участок.

## Население
| 1782 | 1859 | 1897 | 1908 | 1920 | 1926 | 1938 | 1949 | 1958 | 1970 | 1979 | 1989 | 2002 | 2010 | 2017 |
| ---- | ---- | ---- | ---- | ---- | ---- | ---- | ---- | ---- | ---- | ---- | ---- | ---- | ---- | ---- |
| 58   | 325  | 542  | 718  | 620  | 726  | 766  | 661  | 593  | 608  | 494  | 378  | 388  | 390  | 400  |

| 2012 | 2013 | 2014 | 2015 | 2016 | 2017 |
| ---- | ---- | ---- | ---- | ---- | ---- |
| 381  | ↘374 | →374 | ↘365 | ↗368 | ↘360 |

Национальный состав
Согласно результатам переписи 2002 года, в национальной структуре населения села татары составляли 97% из 388 человек.

## Экономика
Основные занятия жителей – животноводство, полеводство, молочное скотоводство. На территории села работают крестьянские (фермерские) хозяйства.

## Инфраструктура
В селе действуют начальная школа (с 1930 г.), детский сад (с 1931 г.), клуб, библиотека (с 1934 г.), фельдшерско-акушерский пункт (с 1939 г.).

## Религия
Мечеть (с 1995 года).